# Capitol Records Building
El Capitol Records Building, también conocido como Capitol Records Tower, es un edificio situado en Hollywood, Los Ángeles, Estados Unidos. Es una torre de trece plantas diseñada por Louis Naidorf (que trabajaba en Welton Becket Associates en esta época), y es uno de los monumentos más emblemáticos de la ciudad. Su construcción empezó poco después de que la empresa británica EMI comprara Capitol Records en 1955, y se completó en abril de 1956. Situado justo al norte de la intersección Hollywood and Vine, el Capitol Records Building alberga las oficinas de la Costa Oeste de Capitol Records y también contiene los estudios de grabación y las cámaras de eco de los Capitol Studios. El edificio ha sido declarado Monumento Histórico-Cultural de Los Ángeles.

## Diseño
El diseño del edificio se basó en los dibujos de postgrado de Lou Naidorf, que diseñó este edificio de oficinas circular a la edad de veinticuatro años. Los amplios toldos curvos que cubren las ventanas de cada planta y la alta aguja que emerge desde la cima hacen que el edificio recuerde a una pila de discos de vinilo en un tocadiscos. La planta baja rectangular es una estructura separada, unida a la torre después de su finalización.
La torre tiene trece plantas, para cumplir el límite de 46 metros de altura que estaba en vigor en el momento de su construcción. Las restricciones de altura fueron levantadas posteriormente, en 1956. La planta 13 de la torre es el Executive Level y está representada con una «E» en los dos ascensores del edificio.
La luz intermitente en la cima de la torre deletrea la palabra «Hollywood» en código Morse desde la inauguración del edificio en 1956. Esto fue una idea del entonces presidente de Capitol, Alan Livingston, que quería publicitar sutilmente el estatus de Capitol como el primer sello discográfico con una sede en la Costa Oeste. El interruptor fue activado inicialmente por Leila Morse, la nieta de Samuel Morse. En 1992 la luz se cambió para que deletreara «Capitol 50» en honor al quincuagésimo aniversario de la discográfica (posteriormente volvió a deletrear «Hollywood»). En los álbumes de muchos artistas de Capitol apareció una imagen gráfica del edificio en blanco y negro con la frase From the Sound Capitol of the World.
En abril de 2011, Capitol Records y el artista Richard Wyatt Jr. colaboraron para restaurar su emblemático Hollywood Jazz Mural en la pared sur del Capitol Records Building. Restaurado con baldosas de cerámica esmaltadas a mano, el mural tiene unas dimensiones de 8 por 27 metros. Titulado Hollywood Jazz: 1945-1972, esta obra maestra presenta imágenes a tamaño mayor que el real de varios músicos de jazz célebres.

### Capitol Studios
El edificio alberga los Capitol Studios, unas instalaciones de grabación que contiene ocho cámaras de eco diseñadas por el guitarrista Les Paul y tres estudios principales, llamados A, B y C. Frank Sinatra tenía una estrecha asociación con estos estudios. El micrófono Georg Neumann U 47 que llevaba consigo se conserva aquí, y sigue siendo usado regularmente. El primer álbum grabado en la torre fue Frank Sinatra Conducts Tone Poems of Color. En 2012, el estudio A recibió una nueva mesa de mezclas AMS Neve 88R, que fue diseñada y construida para Al Schmitt y Paul McCartney.

## Historia reciente

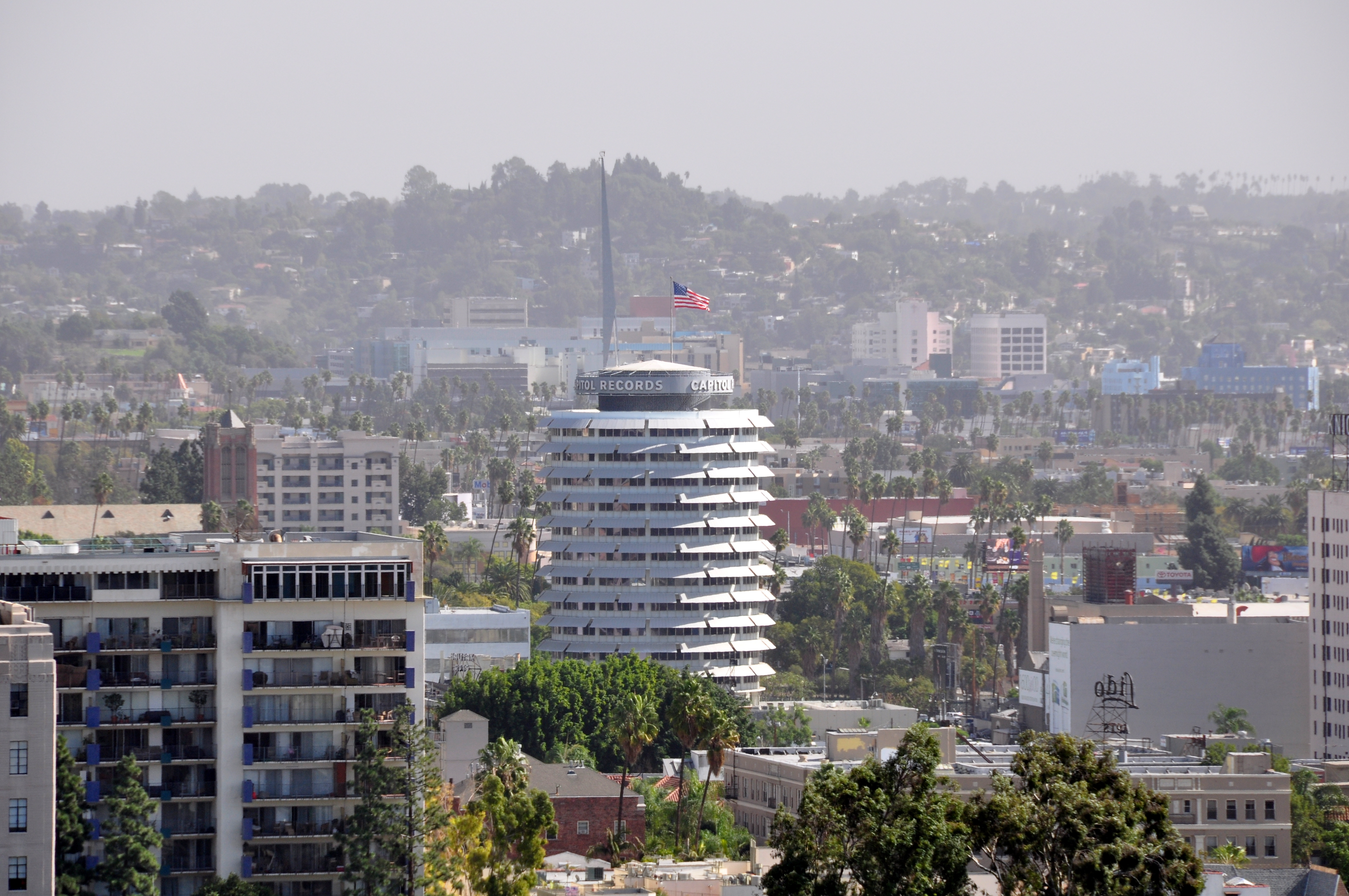
Capitol Records Building, Los Angeles

En septiembre de 2006, EMI anunció que había vendido la torre y las propiedades adyacentes por US$ 50 millones a la promotora de Nueva York Argent Ventures. Afirmó que el estudio estaba amenazado por el ruido que generaría la construcción de un condominio y un aparcamiento subterráneo por la inmobiliaria Second Street Ventures, que tendría maquinaria pesada trabajando a menos de cinco metros de sus reconocidas cámaras de eco subterráneas, que están a más de seis metros bajo el nivel del suelo.
Según las CBS Evening News del 31 de julio de 2008, Second Street Ventures negó esto, y su copropietario David Jordon dijo que habían planificado las obras fuera del horario de grabación de Capitol. También afirmó que habían dispuesto que se colocaran materiales insonorizados entre el aparcamiento subterráneo y las cámaras de eco de Capitol. Al Schmitt, un ingeniero de grabación y productor discográfico, dijo que sería «desgarrador» si la empresa no pudiera usar más las cámaras de eco del edificio, que afirma que son «las mejores del sector». En noviembre de 2012, Steve Barnett fue nombrado nuevo Presidente y Director Ejecutivo del Capitol Music Group, y la empresa afirmó que sus oficinas permanecerían en el edificio.

## En la cultura popular
- El edificio es conocido como The House That Nat Built («La casa que construyó Nat»)[13] debido a la gran cantidad de discos y productos de merchandising que vendió Nat King Cole para la empresa.
- En la película Terremoto, protagonizada por Charlton Heston, el edificio es destruido por el temblor. Un clip de esta escena es reutilizado en el episodio piloto de Galactica 1980, cuando la nave espacial Cylon dispara al edificio.
- En la serie de televisión Life After People, el edificio se derrumba después de 175 años sin mantenimiento. Las cámaras de eco bajo el edificio sobreviven intactas durante muchos años después del derrumbe de la torre.
- En la película Hancock, el personaje del título perfora el pináculo con un coche en la escena de apertura.
- En la película The Day After Tomorrow, el edificio es dañado gravemente por un tornado.
- En los vídeos musicales Closer Than You Know y Touch The Sky, Hillsong United actúa en la cima de la torre.
- En el juego arcade de 1994 Primal Rage, el edificio aparece en ruinas.

## Galería de imágenes

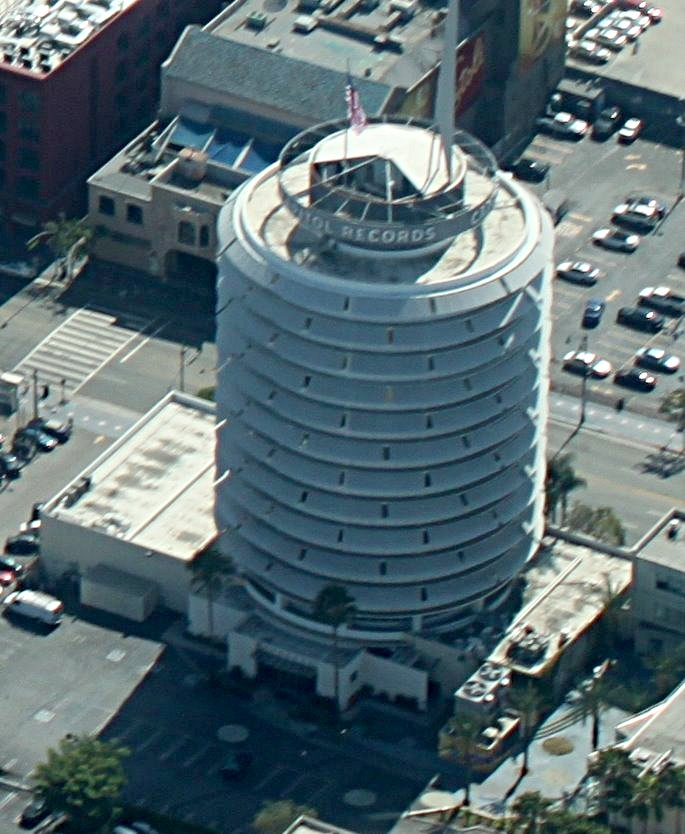
Vista aérea del Capitol Records Building.
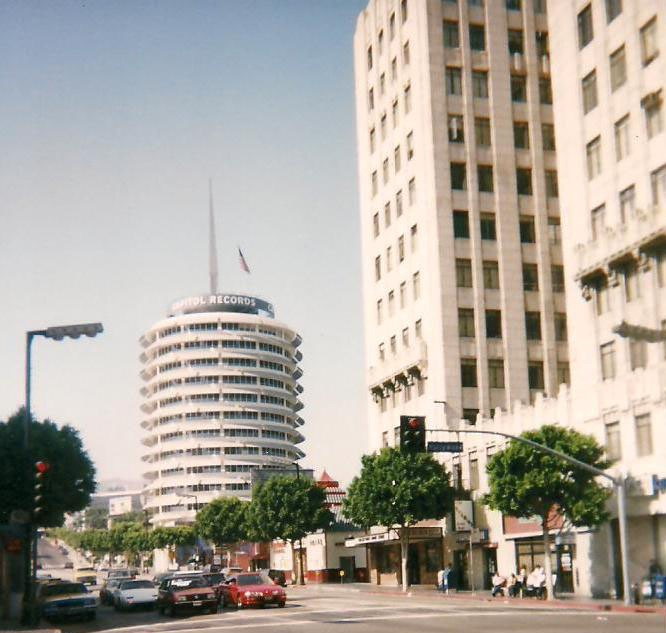
Visto desde Hollywood and Vine en 1997.
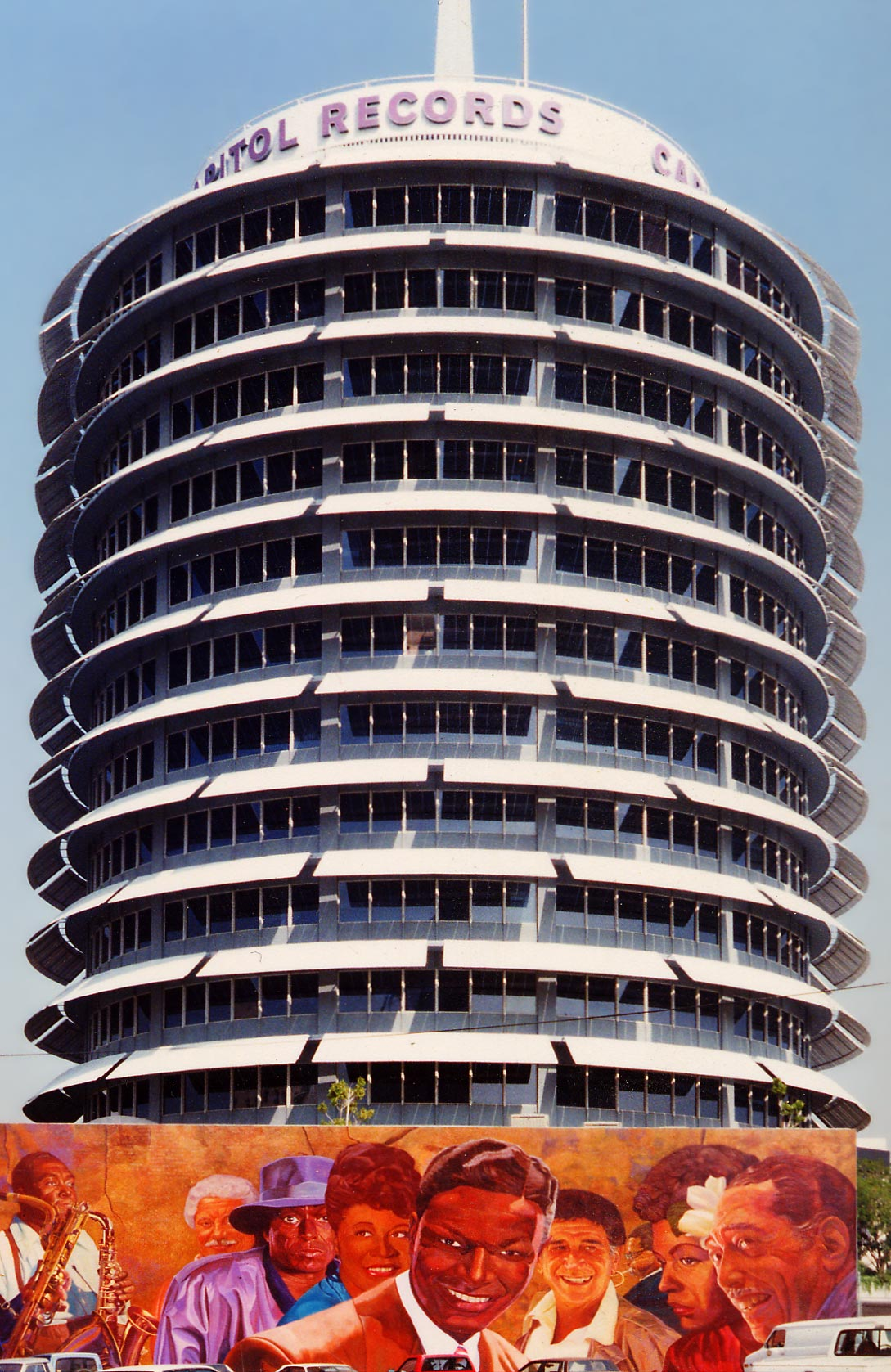
El mural del aparcamiento titulado Hollywood Jazz.
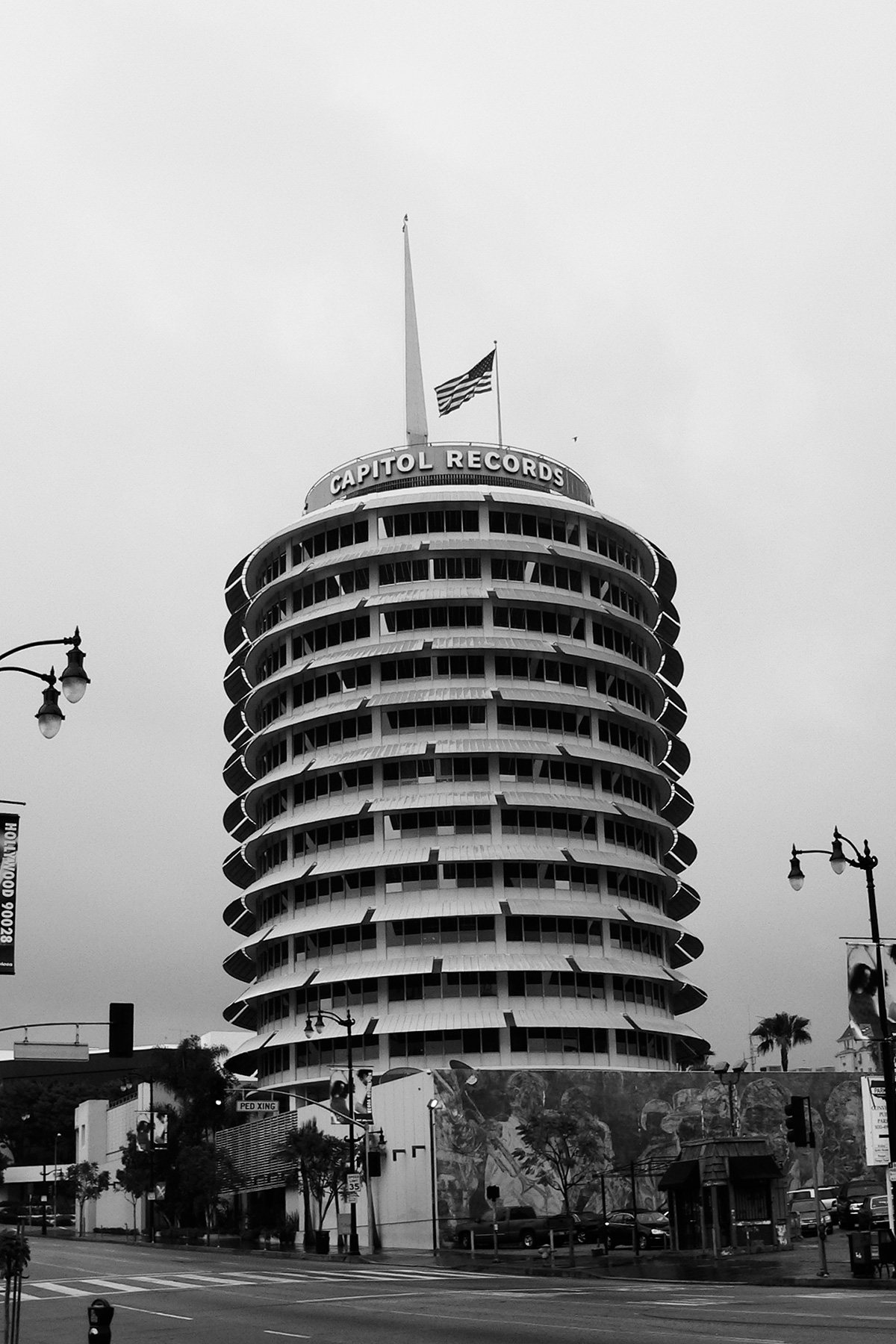
Imagen tomada en 2006.